# Pop alternative
Genres dérivés
Futurepop
Genres associés
Indie pop, RnB alternatif, dream pop, electropop, synthpop
La pop alternative (aussi appelé alt-pop) est un genre musical dérivé de l'indie pop, ayant émergé au milieu des années 1980.

## Histoire
La pop alternative est un terme ayant vu le jour au milieu des années 1980 pour décrire la pop underground qui expérimente une gamme éclectique d'influences et d'arrangements musicalement difficiles. Selon la rubrique « pop/rock alternative » d'AllMusic, le « pop de gauche qui a dominé le pop/rock alternatif de la fin des années 1980 » a eu moins de succès que le hard rock et les genres dérivés du punk rock, de sorte que l'alternatif a perdu certaines de ses tendances excentriques dans les années 1990. « La plupart des groupes expérimentaux ont été relégués au rock indépendant ».
Le quotidien britannique The Independent décrit la pop alternative comme « une imitation personnalisée et artisanale du courant dominant qui est beaucoup plus proche de l'expérience réelle des adolescents », et qui se caractérise généralement par un ton émotionnel sombre ou déprimant avec des paroles sur l'insécurité, les regrets, les drogues et l'anxiété.
Le succès de la chanteuse canadienne Avril Lavigne au début des années 2000, notamment avec son tube Sk8er Boi, ouvre la voie à une nouvelle génération de chanteuses de pop alternative. À la fin des années 2000, la chanteuse américaine Santigold s'impose comme une « héroïne de la pop alternative » en raison de son apparente conviction artistique.
Au début des années 2010, la chanteuse américaine Lana Del Rey acquiert une « popularité culte » grâce à un son « alt-pop cinématique et rythmé », caractérisé par une « tristesse et un mélodrame séduisants ». La chanteuse alt-pop néo-zélandaise Lorde connait un succès mondial en 2013 et 2014, se plaçant en tête des classements et remportant des prix. En 2022, la chanteuse américaine Billie Eilish est reconnue comme ayant marqué l'« ascension » de la pop alternative dans le courant dominant grâce à sa pop sombre et descendante. Olivia Rodrigo contribue de manière significative à la popularité de la pop alternative en intégrant des éléments de pop punk et de rock alternatif dans sa musique. 

## Artistes et groupes
Ils comprennent notamment : Lorde, Billie Eilish, Rykka, Kjetil Mørland, Debrah Scarlett, BoyWithuke, Neoni, Lana Del Rey, et Melanie Martinez.